# Карири-ду-Токантинс
Карири-ду-Токантинс (порт. Cariri do Tocantins) — муниципалитет в Бразилии, входит в штат Токантинс. Составная часть мезорегиона Западный Токантинс. Входит в экономико-статистический микрорегион Гурупи. Население составляет  3 756 человек на 2010 год. Занимает площадь 1 128,601 км². Плотность населения — 3,33 чел./км².

## Демография
Согласно сведениям, собранным в ходе переписи 2010 г. Национальным институтом географии и статистики (IBGE), население муниципалитета составляет:
| Полное население                               | Полное население                               | Полное население                               | Полное население                               | 3 756 |
| ---------------------------------------------- | ---------------------------------------------- | ---------------------------------------------- | ---------------------------------------------- | ----- |
| в том числе:                                   | Городское население                            | 2 093                                          | Процент городского населения, %                | 55,72 |
|                                                | Сельское население                             | 1 663                                          | Процент сельского населения, %                 | 44,28 |
|                                                | Мужское население                              | 2 106                                          | Процент мужского населения, %                  | 56,07 |
|                                                | Женское население                              | 1 650                                          | Процент женского населения, %                  | 43,93 |
| Плотность населения, чел/км²                   | Плотность населения, чел/км²                   | Плотность населения, чел/км²                   | Плотность населения, чел/км²                   | 3,33  |
| Население муниципалитета в % к населению штата | Население муниципалитета в % к населению штата | Население муниципалитета в % к населению штата | Население муниципалитета в % к населению штата | 0,27  |

По данным оценки 2016 года население муниципалитета составляет 4 178 жителей.

## Статистика
- Валовой внутренний продукт на 2003 составляет 12.596.615,00 реалов (данные: Бразильский институт географии и статистики).
- Валовой внутренний продукт на душу населения на 2003 составляет 4.077,89 реалов (данные: Бразильский институт географии и статистики).
- Индекс развития человеческого потенциала на 2000 составляет 0,752 (данные: Программа развития ООН).

## Важнейшие населенные пункты
| № | Населённый пункт    | Населённый пункт (порт.) | Категория | Население чел. (2010) | На карте                        |
| - | ------------------- | ------------------------ | --------- | --------------------- | ------------------------------- |
| 1 | Карири-ду-Токантинс | Cariri do Tocantins      | город     | 2 093                 | 11°53′24″ ю. ш. 49°09′40″ з. д. |